# Валтријано (Пиза)
Валтријано је насеље у Италији у округу Пиза, региону Тоскана.
Према процени из 2011. у насељу је живело 467 становника. Насеље се налази на надморској висини од 12 м.